# Lanzenberg (Gemeinde Perg)
Lanzenberg ist eine ländliche Ortschaft in der Katastralgemeinde (Kurzbezeichnung KG) Weinzierl in der Stadtgemeinde Perg in Oberösterreich. Die Ortschaft hat 288 Einwohner (Stand 1. Jänner 2024).

## Geographie
Die Ortschaft Lanzenberg liegt im Nordwesten von Perg an der Grenze zu Allerheiligen im Mühlkreis und Schwertberg auf 345 m ü. A. und gehört zu in den oberösterreichischen Raumeinheiten Südliche Mühlviertler Randlagen und Aist-Naarn-Kuppenland. Sie wird von der Landesstraße L1424 nach Judenleiten und Allerheiligen durchquert. Nördlich der Ortschaft befindet sich die höchste Erhebung der KG Weinzierl, die Nussbaumer Höhe auf 407 m ü. A.
| Winden (Gem. Schwertberg) | Judenleiten (Gem. Allerheiligen i.Mkr.)     | Hochtor (Gem. Windhaag b.P.) |
| Aisthofen                 | Kompassrose, die auf Nachbargemeinden zeigt | Karlingberg                  |
| Weinzierl                 | Zeitling                                    | Stadt Perg                   |

## Geschichte
Der Name Lanz (Lenz) ist die Verkürzung des Personennamens Laurenzius (Lorenz), die Endsilbe -berg ein Naturname. Der Siedlungsname Lanzenberg gehört zum altdeutschen Namensgut.
1291 wurde Seifrid von Lanzenberg urkundlich erwähnt, Ruger von Lanzenberg taucht 1303 und 1306 in Machländer Urkunden auf. Dieses Geschlecht unterhielt sehr gute Beziehungen zum Kloster St. Florian. Um 1340 erfolgte die Schenkung von zwei Bauerngütern in der Ortschaft Lanzenberg an das Kloster. Neben den Lanzenbergern besaßen die Herren von Kapellen einige Bauerngüter in Lanzenberg. Nach ihrem Aussterben 1406 erbten die Herren von Liechtenstein zahlreiche Besitzungen.
Im 18./19. Jahrhundert bestand die Ortschaft Lanzenberg aus 6 Bauerngütern und einigen Kleinhäuseln. Ein Meierhof eines befestigten Sitzes (einer Burg) könnte den Gebäuden namens Burgholzer (moderne Adresse Lanzenberg Nr. 11) zugrunde liegen.

## Beschreibung
Die Ortschaft ist traditionell von Landwirtschaft geprägt. In letzter Zeit kamen zahlreiche villenartige Wohnhäuser an den nach Süden ausgerichteten Hängen hinzu. Dort verläuft auch der 2010 neu eröffnete Donausteig.
Bedeutsam für Perg (und Lanzenberg) waren früher nicht nur Mühlsteinbrüche. Ab dem 19. Jahrhundert entstanden betriebsame Granitsteinbrüche. Der Herndlbruch und der Trommelbergbruch in Lanzenberg gehören dazu.

### Kerngrabenbruch
Der Kerngrabenbruch gilt als der älteste Perger Mühlsteinbruch. Dokumentiert ist, dass 1636 drei Mühlsteinbrecher-Meister mit ihren Helfern im Bruch auf dem Acker des Wißlehners zu Lanzenberg (Gehöft Lanzenberg Nr. 4, Fam. Froschauer) arbeiteten. In der Neuzeit wurde bis in die 1940er-Jahre gearbeitet.

### Herndlbruch
Der Herndlbruch (Lage) liegt heute versteckt im Wald des hinteren Zeitlinger Zaubertales. 1853 war der Besitzer Franz Herndl (Abgeordneter zum OÖ Landtag). Er erzeugte Pflastersteine. Es folgte als Besitzerin Josefa Herndl. Sie lieferte 1864 auch Würfelsteine bis nach Wien. Dann aber wurde der Herndlbruch zu einem der zahlreichen Granitsteinbrüche die Anton Poschacher gehörten. 36 Beschäftigte waren im Jahr 1883 dort tätig. Darunter waren Zubrecher, Ausmacher, Ritzer, Steinmetze usw. Namentlich bekannte Bruchaufseher waren Franz Linsgeseder († 1950 im 78. Lebensjahr) und ab 1908 Johann Tremetsberger (* 1877, † 1966).
Während des Weltkriegs 1914–1918 stand der Steinbruch Lanzenberg wie die anderen Steinbrüche weitgehend still. Es folgte die Schließung. Erhalten blieben bis heute die hohen Steinbruchwände, Mauerreste und Quelle der Steinbruchschmiede, gewölbter Keller des Steinbruchhauses (Ausschank), aufgemauerte Erschließungsstraßen und ausgedehnte Halden der verkippten unbrauchbaren Steine. → siehe auch Mauthausner Granit und Actiengesellschaft für Straßen und Brückenbauten.

### Soldatendenkmal
Westlich vom Herndlbruch und am Wegrand (Lage) befindet sich ein Soldatendenkmal. Dort wurden am 7. Mai 1945 von Angehörigen der US-Armee 6 gefangengenommene Soldaten der deutschen Waffen-SS oder deutschen Wehrmacht ohne Gerichtsverhandlung erschossen.

### Trommelbergbruch
Der Trommelbergbruch liegt im Naarntal (Lage) und korrekterweise noch auf Lanzenberger Ortsgebiet. Er war ein weiterer der zahlreichen Granitsteinbrüche, die der Firma Poschacher gehörten. Werksleiter und Generalbevollmächtigter der Firma Poschacher war bis 1908 der Perger Bürgermeister Michael Burgholzer (* 1837; † 1908). Sein Nachfolger war bis 1954 Franz Spatzek (* 1875, † 1955). Nach einem auch kriegsbedingten Auf und Ab der Produktion verdrängte ab den 1960er-Jahren der Beton und Asphalt den Granit. Damit lief auch die Granitwürfelproduktion aus. Für die Steinmetzarbeit am Trommelbergbruch kam in den 1990er-Jahren das Ende. Obwohl der 8,4 m hohe monolithische Stein der Republik des Mahnmals gegen Krieg und Faschismus in Wien noch vom Trommelbergbruch in Perg geliefert wurde. Aktuell wird in diesem Steinbruch der Natursteinwerke Poschacher noch Schotter produziert.

### Sitz Burgholzer
Oberhalb des Trommelbergbruchs findet sich die Gebäudegruppe mit Namen Burgholzer, Buchholzer oder Erb am Bruchholz (Lage – moderne Adresse Lanzenberg Nr. 11). In diesen Namen erkennen Historiker den Meierhof eines befestigten Sitzes. Als Lage des Sitzes (der Burg) kommt der weiter nördlich gelegene ovale und abgeplattete namenlose Hügel (Lage) beim Gehöft Kleinlehner (oder Lehner, Klainlehen – moderne Adresse Lanzenberg Nr. 14) in Frage.

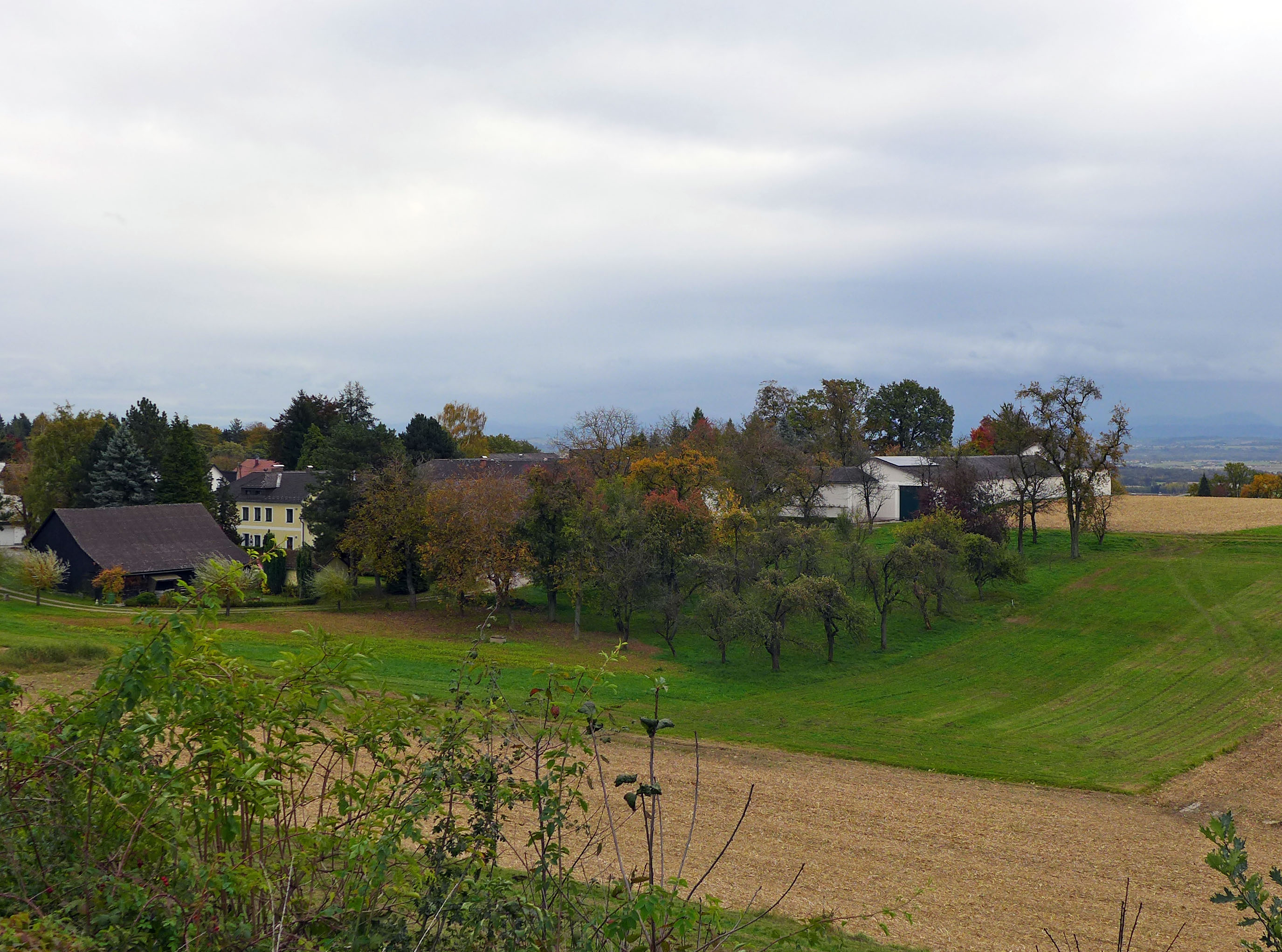
Lanzenberg. Ansicht von Westen
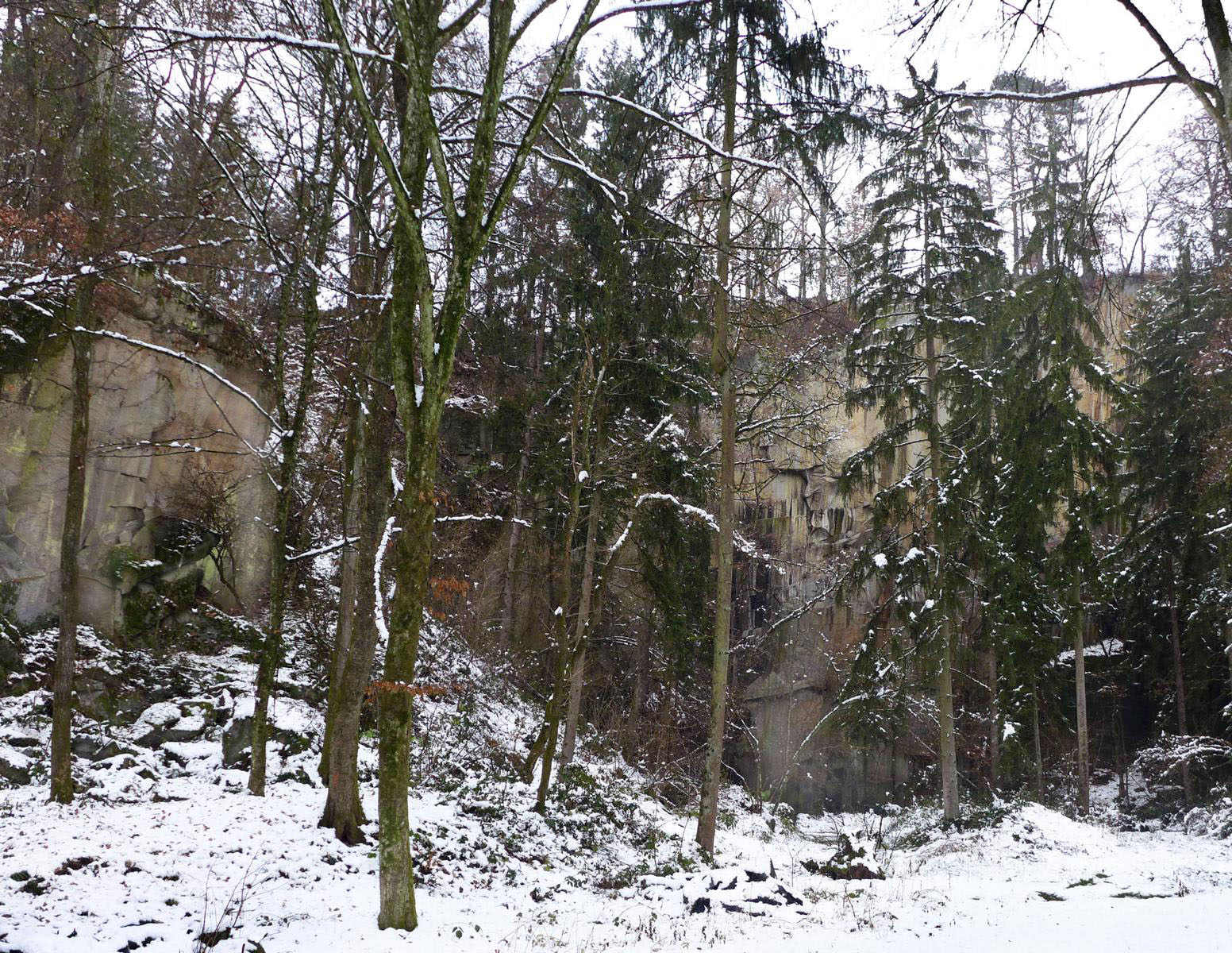
Granitsteinbruch Herndl-Poschacher
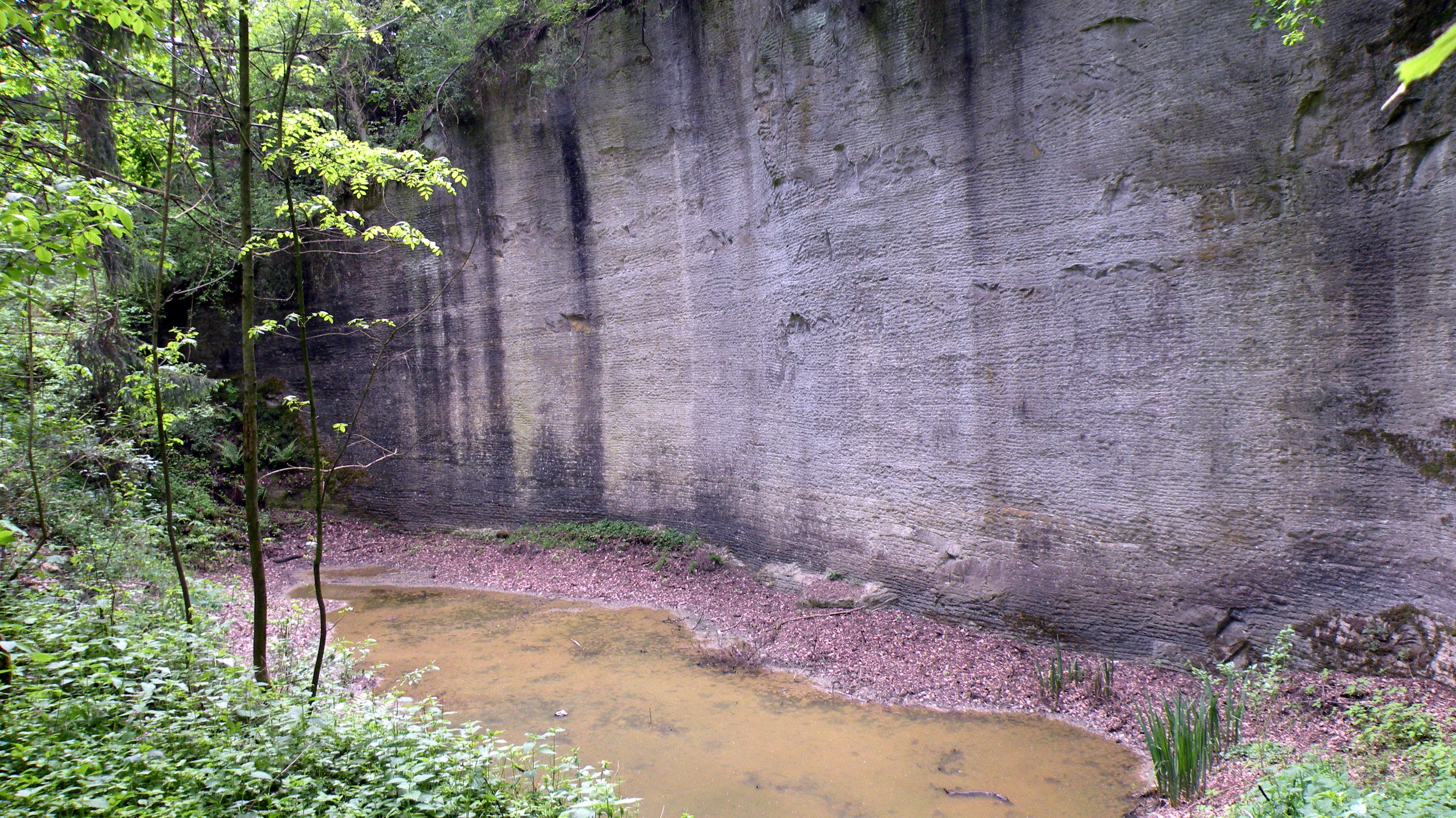
Mühlsteinbruch Kerngraben. Westliche Steinbruchwand
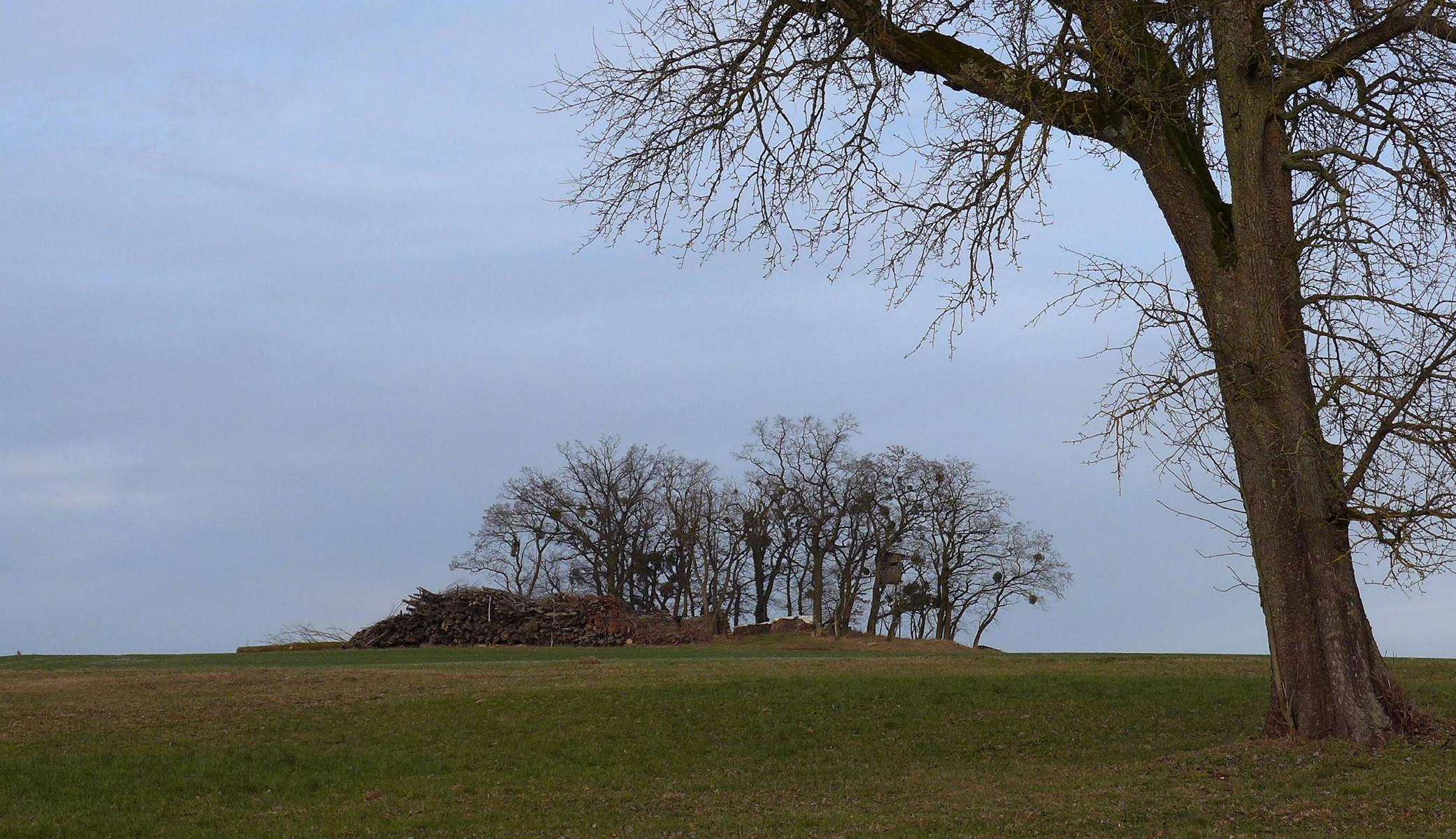
Namenloser Hügel beim Kleinlehner
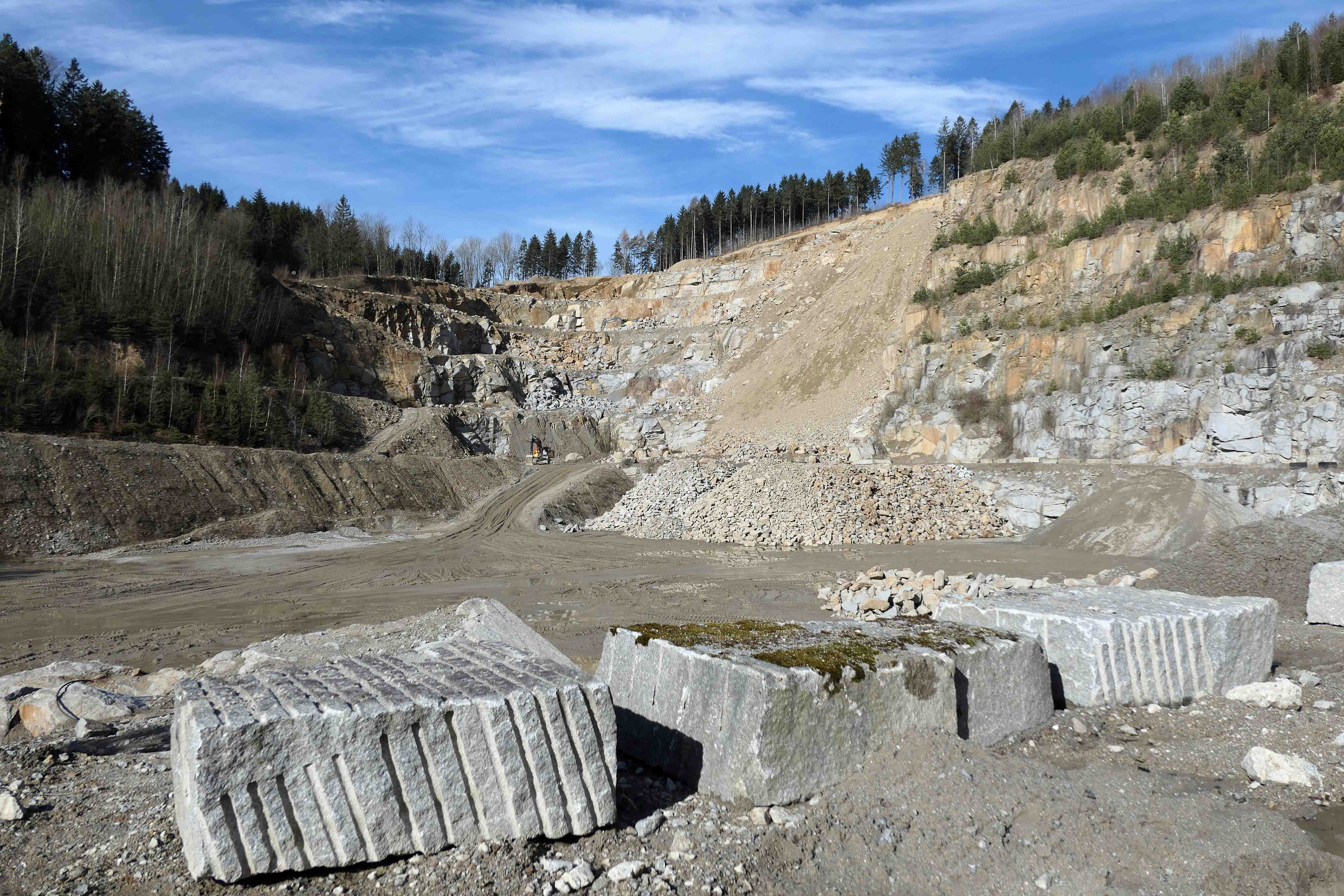
Trommelbergbruch im Naarntal